# FIRA Trophy 1978-79
El FIRA Trophy de la temporada  1978-79  fue la 6° edición con esta denominación y la 19° temporada del segundo torneo en importancia de rugby en Europa, luego del Torneo de las Seis Naciones.

## FIRA Trophy
| Lugar | Selección       | Partidos | Partidos | Partidos  | Partidos | Puntos  | Puntos    | Puntos | Tabla de puntos |
| Lugar | Selección       | Jugados  | Ganados  | Empatados | Perdidos | A favor | En contra | dif.   | Tabla de puntos |
| ----- | --------------- | -------- | -------- | --------- | -------- | ------- | --------- | ------ | --------------- |
| 1     | Francia         | 5        | 5        | 0         | 0        | 171     | 34        | +137   | 15              |
| 2     | Rumania         | 5        | 4        | 0         | 1        | 117     | 33        | +84    | 13              |
| 3     | Italia          | 5        | 2        | 0         | 3        | 71      | 76        | -5     | 9               |
| 4     | Unión Soviética | 5        | 2        | 0         | 3        | 55      | 75        | -20    | 9               |
| 5     | Polonia         | 5        | 1        | 0         | 4        | 47      | 100       | -53    | 7               |
| 6     | España          | 5        | 1        | 0         | 4        | 31      | 174       | -143   | 7               |

| Bandera de Francia  |
| Campeón Francia     |
| Decimo sexto título |

## Segunda División

### Grupo A
| Lugar | Selección | Partidos | Partidos | Partidos  | Partidos | Puntos  | Puntos    | Puntos | Tabla de puntos |
| Lugar | Selección | Jugados  | Ganados  | Empatados | Perdidos | A favor | En contra | dif.   | Tabla de puntos |
| ----- | --------- | -------- | -------- | --------- | -------- | ------- | --------- | ------ | --------------- |
| 1     | Marruecos | 2        | 2        | 0         | 0        | 56      | 6         | +50    | 6               |
| 2     | RFA       | 2        | 1        | 0         | 1        | 24      | 13        | +11    | 4               |
| 2     | Suiza     | 2        | 0        | 0         | 2        | 0       | 61        | -61    | 2               |

### Grupo B
| Lugar | Selección    | Partidos | Partidos | Partidos  | Partidos | Puntos  | Puntos    | Puntos | Tabla de puntos |
| Lugar | Selección    | Jugados  | Ganados  | Empatados | Perdidos | A favor | En contra | dif.   | Tabla de puntos |
| ----- | ------------ | -------- | -------- | --------- | -------- | ------- | --------- | ------ | --------------- |
| 1     | Países Bajos | 3        | 3        | 0         | 0        | 44      | 14        | +30    | 9               |
| 2     | Bélgica      | 3        | 2        | 0         | 1        | 35      | 16        | +19    | 7               |
| 3     | Yugoslavia   | 3        | 1        | 0         | 2        | 18      | 53        | -35    | 5               |
| 4     | Suecia       | 3        | 0        | 0         | 3        | 9       | 23        | -14    | 3               |

### Final
| 1979 | Países Bajos | 17 - 21 | Marruecos |  |  |

| Bandera de Marruecos |
| Campeón Marruecos    |
| Segundo título       |